# Municipio de Wayne (condado de Warren)
El municipio de Wayne (en inglés: Wayne Township) es un municipio ubicado en el condado de Warren en el estado estadounidense de Ohio. En el año 2010 tenía una población de 8180 habitantes y una densidad poblacional de 68,39 personas por km².

## Geografía
El municipio de Wayne se encuentra ubicado en las coordenadas 39°31′45″N 84°4′28″O / 39.52917, -84.07444. Según la Oficina del Censo de los Estados Unidos, el municipio tiene una superficie total de 119,6 km², de la cual 116,15 km² corresponden a tierra firme y (2,88 %) 3,45 km² es agua.

## Demografía
Según el censo de 2010, había 8180 personas residiendo en el municipio de Wayne. La densidad de población era de 68,39 hab./km². De los 8180 habitantes, el municipio de Wayne estaba compuesto por el 97,42 % blancos, el 0,38 % eran afroamericanos, el 0,23 % eran amerindios, el 0,32 % eran asiáticos, el 0 04 % eran isleños del Pacífico, el 0,35 % eran de otras razas y el 1,26 % pertenecían a dos o más razas. Del total de la población el 1,28 % eran hispanos o latinos de cualquier raza.